# منتجع موفنبيك وسبا البحر الميت
أنشأت شركة زارة للاستثمار القابضة منتجع موفنبيك وسبا البحر الميت عام 1999 في أخفض بقعة على سطح الأرض البحر الميت؛ وقد صنّفته مجلة كوندي ناست العالمية كأحد أفضل المنتجعات السياحية في العالم على مدار عدة أعوام على التوالي.
يعتبر منتجع موفنبيك وسبا البحر الميت أحد أكبر المنتجعات في المنطقة، حيث يتميّز بخدمات طبية علاجية من ضمنها استخدام منتجات البحر الميت الطبيعية. يضم المنتجع 362 غرفة فندقية. ويُشار إلى أن منتجع موفنبيك وسبا البحر الميت أحد أوائل الفنادق التي اعتمدت نظام التسخين الشمسي الصديق للبيئة